# 贵阳市人民政府
贵阳市人民政府，简称贵阳市政府，是中华人民共和国贵州省贵阳市的地方国家行政机关，位于贵州省贵阳市观山湖区市级行政中心，行政级别为正厅级。贵阳市人民政府在业务上接受贵州省人民政府的直接领导，在党务上接受中共贵阳市委领导，其主要领导及各组成部门主要负责人由贵阳市人民代表大会及其常务委员会产生。

## 机构设置
- 贵阳市人民政府办公厅

### 组成部门
- 贵阳市发展改革委员会
- 贵阳市教育局
- 贵阳市科学技术局
- 贵阳市工业和信息化局
- 贵阳市民族宗教事务委员会
- 贵阳市公安局
- 贵阳市民政局
- 贵阳市督办督查局
- 贵阳市司法局
- 贵阳市财政局
- 贵阳市人力资源和社会保障局
- 贵阳市自然资源和规划局
- 贵阳市生态环境局
- 贵阳市住房和城乡建设局
- 贵阳市交通委员会
- 贵阳市商务局
- 贵阳市水务管理局
- 贵阳市农业农村局
- 贵阳市文化和旅游局
- 贵阳市卫生健康局
- 贵阳市退役军人事务局
- 贵阳市应急管理局
- 贵阳市审计局
- 贵阳市外事办

### 直属特设机构
- 贵阳市人民政府国有资产监督管理委员会

### 直属机构
- 贵阳市市场监管局
- 贵阳市统计局
- 贵阳市体育局
- 贵阳市医疗保障局
- 贵阳市国防动员办公室（贵阳市人民防空办公室）
- 贵阳市大数据发展管理局
- 贵阳市林业局
- 贵阳市粮食和物资储备局
- 贵阳市综合行政执法局
- 贵阳市投资促进局
- 贵阳市公安交通管理局
- 贵阳市公共资源交易中心
- 贵阳市住房公积金中心
- 贵阳市供销合作联社
- 贵阳市市直机关事务管理局
- 贵阳市政务服务中心
- 贵阳国家经济技术开发区管委会
- 贵阳国家高新技术产业开发区管委会
- 贵阳综合保税区管委会
- 贵州双龙航空港经济区管委会
- 贵阳市互联网信息办公室